# Erikskrönika

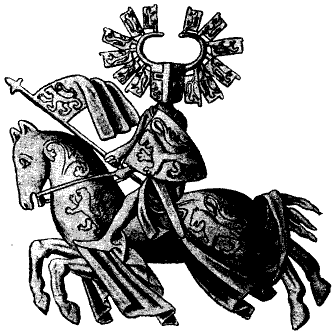
Sceau du duc Erik Magnusson

Erikskrönika (suédois : Erikskrönikan), c'est-à-dire la Chronique d'Erik, est la plus vieille chronique suédoise subsistante. Elle a été composée par un auteur inconnu, ou moins probablement par plusieurs auteurs entre 1320 et 1335.
Il s’agit de la plus ancienne des chroniques médiévales rimée relatant les événements politiques en Suède. C'est une des premières et des plus importantes sources narratives locales. Sa paternité, sa signification politique précise et ses partis pris sont discutés, mais il apparaît clairement que le héros et protagoniste de la chronique est Erik Magnusson duc de Södermanland, le frère du roi de Suède Birger Magnusson.
La chronique est composée en Vers de mirliton, une forme de Versus inculti, et dans sa plus ancienne version comprend 4.543 lignes. Elle débute en 1229, sous le règne d'Éric XI de Suède (mort en 1250) mais se concentre sur la période 1250-1319, et s'achève l'année où le roi Magnus IV de Suède, âgé de trois ans, accède au trône. Elle nous est parvenue par le biais de six manuscrits du XVe siècle et quatorze autres des XVIe et XVIIe siècles.

## Traduction française
- Corinne Pénau (trad. du suédois), Erikskrönika.Chronique d'Erik, première chronique rimée suédoise (première moitié du XIVe siècle). Introduction, traduction et commentaires de, Paris, Publications de la Sorbonne, 2005, 258 p. (ISBN 2-85944-524-2, lire en ligne), p. 255